# Tom DeLonge
Thomas Matthew Delonge (Poway, California, 13 de diciembre de 1975) es un músico estadounidense. DeLonge es conocido por ser el cofundador, covocalista principal y guitarrista de la banda de pop punk Blink-182. También es el vocalista principal y guitarrista de la banda de rock Angels & Airwaves, la cual formó en 2005 después de su primera salida de Blink-182.

## Primeros años

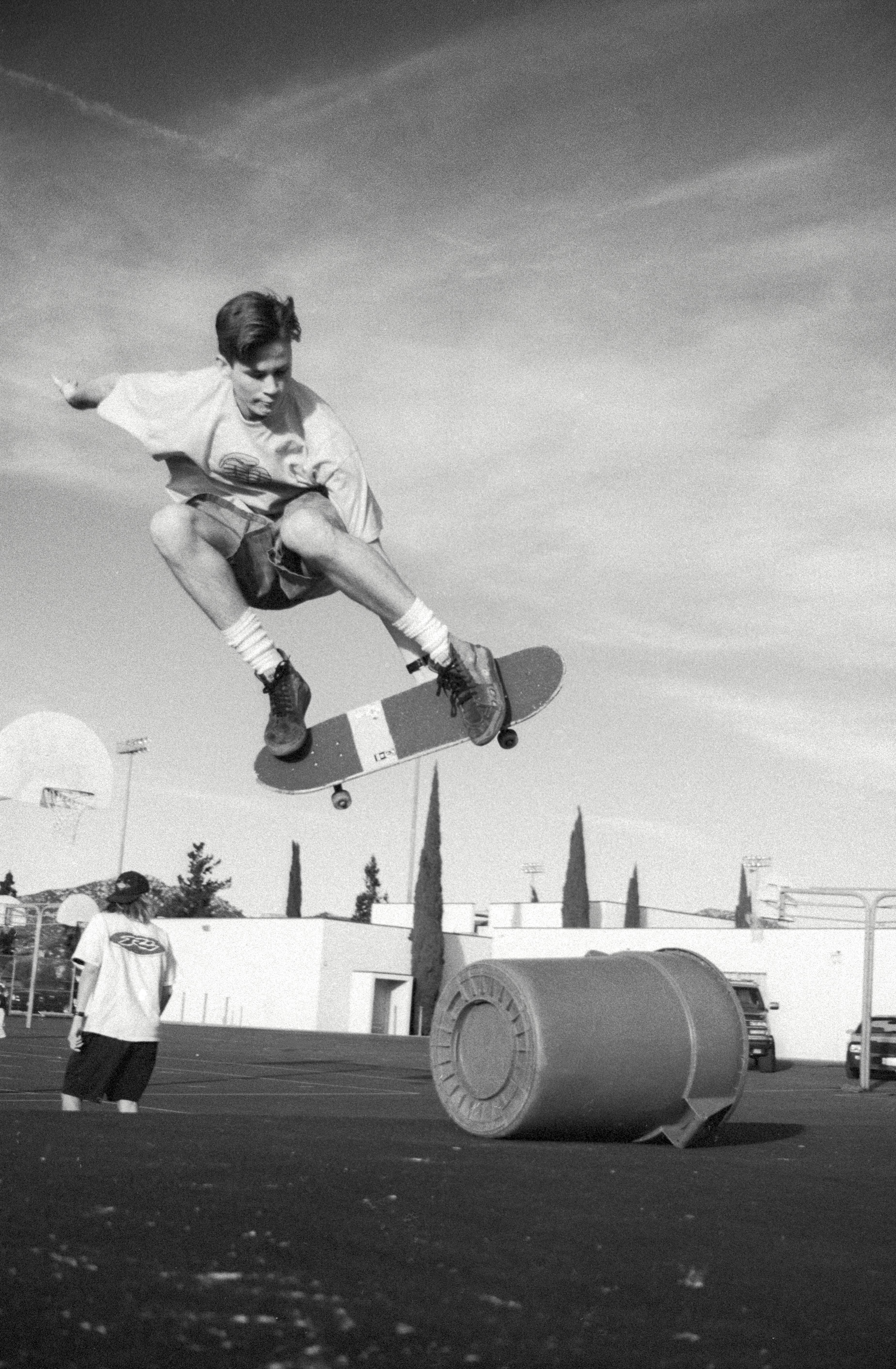
DeLonge practicando skate, en la década de los noventa.

Thomas DeLonge nació el 13 de diciembre de 1975 en Poway, una ciudad del condado de San Diego, California. Es el segundo hijo de Connie y Thomas DeLonge; tiene un hermano mayor llamado Shon, y una hermana menor llamada Kari; su abuela es española. Su primer instrumento fue la trompeta, que sus padres le regalaron en Navidad cuando él tenía once años. DeLonge fue un estudiante promedio en la escuela y secundaria, él explicó en una entrevista: «Yo sabía exactamente lo mucho que tenían que trabajar en la escuela. Siempre y cuando tuviese una C, no intentaría un minuto adicional para llegar a una B, yo solo me preocupaba por la música y el skate». El tocó la guitarra por primera vez en la casa de uno de sus amigos. Para comprarse una Fender, tuvo tres empleos; posteriormente, pasó mucho tiempo tratando de aprender canciones de Descendents. Uno de los primeros emprendimientos musicales de DeLonge fue Big Oily Men, una banda en la cual él era el único miembro constante. Pese a su temprano interés en la música, convertirse en un músico no era su meta principal. DeLonge había planeado desde un principio convertirse en bombero, por lo que participó en el «San Diego Cadet Program», un programa para quienes estaban interesados en aprender sobre la carrera de «Extinción de Incendios y Servicios de Emergencia Médica». Sus padres se divorciaron cuando él tenía dieciocho años; más tarde se convirtió en la principal inspiración para la canción «Stay Together for the Kids» de Blink-182. En 1991, a DeLonge lo expulsaron de Poway High School durante su primer año en la institución, después de asistir borracho a uno de los juegos de básquetbol. Luego asistió a Rancho Bernardo High School por el resto de ese año. La canción «Dick Lips» del álbum Dude Ranch de Blink-182 se basó en ese suceso, igual que la canción «Rite of Spring» de Angels & Airwaves. Tiempo más tarde regresó a Poway High School, y ahí se graduó en 1993.

## Carrera

### Blink-182
Llevando a cabo 13 años de carrera y con siete álbumes de estudio, Blink-182 anunció su separación por motivos, aún hoy en día, no del todo claros. Tom y Travis Barker crearon en 2002 un proyecto paralelo a Blink llamado Box Car Racer, el cual ha sido señalado como uno de los detonantes, ya que no gustó demasiado a Hoppus. Tras continuos rumores de desintegración, la banda lanza un nuevo álbum el cual no lleva nombre, el último de su carrera. En febrero de 2005, la banda cancela un concierto a favor de los damnificados del tsunami de Asia, y posteriormente anuncian su ruptura.
El 9 de febrero de 2009, los integrantes de Blink-182 aparecieron en los Premios Grammy para entregar un galardón y, en una entrevista, confirmaron su regreso. DeLonge aseguró en dicha entrevista que pese a que no habían mantenido ninguna conversación durante los últimos años el vínculo entre ellos aún existía. También reveló que el grave accidente aéreo que Barker sufrió en septiembre de 2008 fue una de las causas que propició la vuelta de la banda. El 27 de septiembre de 2011 lanzaron su nuevo álbum titulado Neighborhoods, el primero en ocho años. En enero de 2015 deja nuevamente la banda y es reemplazado por Matt Skiba en las presentaciones en vivo.
Luego de varias declaraciones de Skiba que ponían en duda su continuidad en Blink 182, el 11 de octubre de 2022 se confirma la vuelta de Tom Delonge a Blink 182 seguido de una gira mundial.

### Box Car Racer
El grupo comenzó a grabar a finales del 2001. Con esta banda Tom intentaba realizar un trabajo más maduro que el que estaba acostumbrado a hacer con Blink-182. La banda estaba formada por Tom Delonge, David Kennedy, Anthony Celestino y Travis Barker. De su primer y único álbum, Box Car Racer, se publicaron dos sencillos: There is y I feel so. Realizaron también una pequeña gira.
En 2003 la banda recibió dos nominaciones a los California Music Awards al Mejor álbum de música alternativa y Mejor álbum punk. Se considera a Box Car Racer, como el detonante de la posterior ruptura de Blink, según el propio Delonge: "Mark no se lo tomó nada bien. Yo no tenía intención en hacer Box Car una prioridad, pero fue algo que le dolió realmente, no lo entendía. Travis y yo no podíamos hablar nunca con Mark, no eramos los amigos que habíamos sido".

### Angels & Airwaves

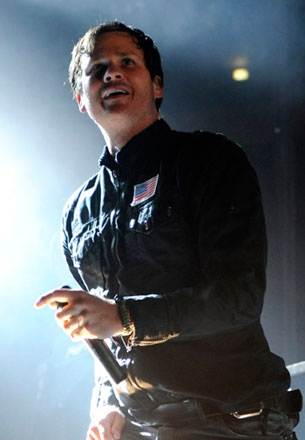
DeLonge, en 2008.

Tom DeLonge comenzó a trabajar en un nuevo proyecto durante la última gira de Blink-182 en 2004, poco después de que comenzara su pausa en febrero de 2005. Durante medio año trabajó solo en su estudio antes de reunir a músicos para formar la banda. Al trabajar durante varias semanas con el logo de la banda, Tom se dio cuenta de que si tuviera que invertir la «A» del medio de las siglas en lo que parecía ser una «V», tendría el nombre de su hija Ava. Tras la ruptura de Blink-182, en septiembre de 2005, Tom finalmente habló públicamente en la revista británica Kerrang! , donde se dio a conocer el nombre de su nueva banda «Angels & Airwaves». En la banda se encontraba el exguitarrista de Hazen Street y gran amigo de la escuela David Kennedy, el exbatería de Rocket from the Crypt y The Offspring, Atom Willard, y el exbajista de The Distillers Ryan Sinn. Atom Willard dijo a la revista Shave que la experiencia de todos los miembros de la banda hizo la formación de la banda muy fácil. «No hay nadie tratando de averiguar qué es y qué no va a funcionar, no sólo para ellos sino también para la música de banda, lo que la vida va a ser como en la carretera y todo ese tipo de cosas. Todo el mundo tenía la experiencia suficiente sólo a apretarse el cinturón y hacer el trabajo. Realmente ha hecho más fácil que cualquier otra cosa».

## Vida personal
Junto con Mark Hoppus, formó dos compañías de ropa línea skater llamada Atticus y de surf que lleva el nombre de Macbeth Footwear. Pero cuando Hoppus vendió las acciones de estas dos después de la ruptura de Blink 182, Tom vendió sus acciones de Atticus, sin embargo él aún es el único dueño de Macbeth Footwear.
DeLonge también es director de videoclips: él codirigió el primer vídeo para su exbanda Box Car Racer, I Feel So. También dirigió un vídeo para la banda Taking Back Sunday, This Photograph Is Proof (I Know You Know). Al igual que la mayoría de los videos de su banda alterna, Angels & Airwaves.
Recientemente, creó un sitio web llamado Modlife. 
Se le diagnosticó cáncer de piel en el 2011, del que ya se recuperó. Tom antes tocaba la guitarra eléctrica en una postura en la cual le dio consecuencias a su espalda, así que lo tuvieron que operar.
Delonge siempre ha sido muy fanático del cine, llegando a producir dos películas: una animada y una space-movie. Se ha filtrado un adelanto de lo que será su tercera película, Strange Times, que tendrá como banda sonora diversas canciones de Angels & Airwaves.

## To The Stars Academy of Arts & Science.
To the Stars Incorporated (TTS, Inc.), anteriormente conocida como To The Stars Academy of Arts & Sciences (TTSA), es una empresa con sede en San Diego cofundada por Tom DeLonge (guitarrista de Blink-182 y Angels & Airwaves)., Harold E. Puthoff (ingeniero) y Jim Semivan (alto oficial de inteligencia retirado de la CIA). La empresa, que está compuesta por divisiones aeroespacial, científica y de entretenimiento, ha producido grabaciones musicales, libros, programas de televisión y películas. Otro de los objetivos de la empresa es la promoción de los ovnis y otras ciencias marginales.

## Discografía
| Con Blink-182 - 1994: Cheshire Cat - 1997: Dude Ranch - 1999: Enema of the State - 2001: Take Off Your Pants and Jacket - 2003: Blink-182 - 2011: Neighborhoods - 2012: Dogs Eating Dogs - 2023: One More Time... | Con Angels & Airwaves - 2006: We Don't Need to Whisper - 2007: I-Empire - 2010: Love - 2011: Love: Part Two - 2014: The Dream Walker - 2021: Lifeforms | Con Box Car Racer - 2002: Box Car Racer | En solitario - 2015: To the Stars... Demos, Odds and Ends |